# 新辉路街道
新辉路街道，是中华人民共和国河南省新乡市牧野区下辖的一个乡镇级行政单位。

## 行政区划
新辉路街道下辖以下地区：
北干道南社区、北干道北社区、新辉北街社区、西干道社区和西段社区。